# Pavé numérique
Cette page contient des caractères spéciaux ou non latins. S’ils s’affichent mal (▯, ?, etc.), consultez la page d’aide Unicode.

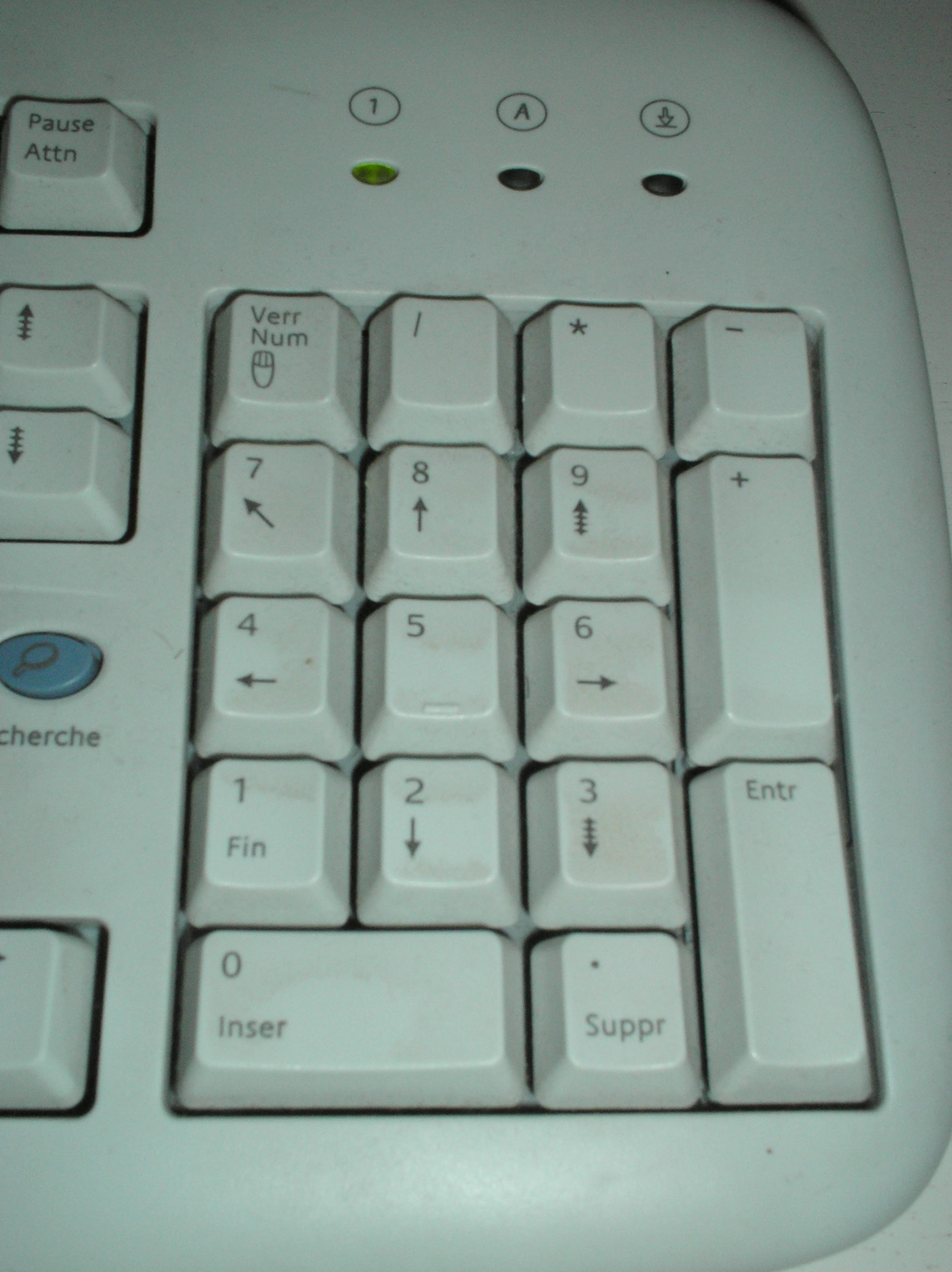
La DEL verte indique que le pavé numérique est activé.

Le pavé numérique, ou clavier numérique, est une section des claviers d'ordinateurs habituellement située sur la partie la plus à droite, qui permet, selon le mode activé, de saisir les chiffres et le séparateur décimal, ou bien de contrôler le curseur et l'insertion de caractères. Il contient aussi les signes d'opérations, ainsi qu'une touche de validation.
C'est la touche Verr num qui permet de basculer le pavé numérique d'un mode à l'autre ; lorsqu'il est en mode de saisie des chiffres, ceci est généralement signalé par une diode électroluminescente qui reste allumée.

## Appellation
Le terme « pavé numérique » n'est pas utilisé au Québec où on préfèrera « clavier numérique » ou le terme anglophone « keypad ».

## Numérotation
La numérotation du pavé numérique de l'ordinateur (le « 1 » se trouve en bas du pavé) est inversée par rapport aux touches d'un téléphone (le « 1 » se trouve en haut). En informatique, les chiffres les plus bas sont les plus utilisés (« 0 » et « 1 » en programmation), on a donc choisi de placer les touches de bas en haut pour un meilleur confort.[réf. nécessaire]

## Disposition des touches
| ⌧ | = | / | * |
| 7 | 8 | 9 | - |
| 4 | 5 | 6 | + |
| 1 | 2 | 3 | ↵ |
| 0 | 0 | . | ↵ |

| ⌧ | = | / | * |
| 7 | 8 | 9 | - |
| 4 | 5 | 6 | + |
| 1 | 2 | 3 | ↵ |
| 0 | , | . | ↵ |

| Verr num | /       | *       | - |
| 7 ↖      | 8 ↑     | 9 ⇞     | + |
| 4 ←      | 5       | 6 →     | + |
| 1 Fin    | 2 ↓     | 3 ⇟     | ↵ |
| 0 Inser  | 0 Inser | . Suppr | ↵ |

## Dactylographie
La touche « 5 » est marquée et doit être utilisée avec le majeur, en dactylographie. 
Le pavé numérique est très pratique pour la saisie de chiffres, contrairement à la ligne de chiffres située au-dessus de la zone contenant les lettres, car elle n'est souvent accessible qu'avec la touche majuscule (suivant les dispositions de clavier).

## Particularités

### Ordinateurs portables
Les ordinateurs portables jusqu'à 14 pouces, pour économiser l'espace, sont généralement dépourvus de pavé numérique, car les fonctions qu'ils assurent le sont déjà par d'autres parties du clavier. Néanmoins, appuyer sur les touches Fn+VerrNum permet souvent d'activer ce pavé sur les lettres situées au-dessous des chiffres 789. D'autre part, des pavés numériques sont également commercialisés sous la forme de périphériques indépendants (voir image de droite).
À partir de 15 pouces, la majorité des ordinateurs portables disposent à nouveau d'un pavé numérique.
|  |  |

### Apple Macintosh

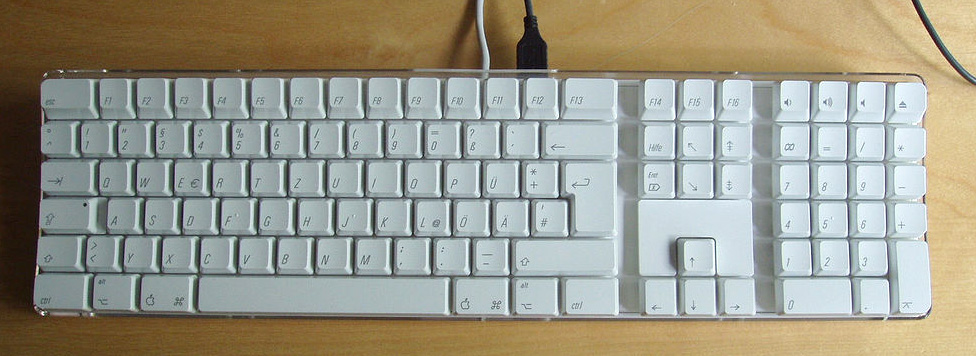
Apple Keyboard (A1048) (allemand).

Sur le clavier Macintosh, il n'y a pas de touche « Verr Num » (sauf pour les portables), et seul le mode « saisie des chiffres » est disponible.
De plus, par défaut, sur les claviers français le séparateur décimal est une virgule « , » (quels que soient les réglages de langues dans Mac OS X). Elle peut être remplacée par un point « . » en activant la touche « Verrouillage Majuscule » (alias « Shift Lock »). Les autres touches du pavé numérique ne sont pas modifiées.

### Interface GNOME de Linux
Sur Linux, pour l'interface graphique GNOME, il peut être nécessaire de réactiver le pavé numérique via les touches de fonctions Ctrl. + Shift + Num Lock